# Erzbistum Québec
Das Erzbistum Québec (lateinisch Archidioecesis Quebecensis, französisch Archidiocèse de Québec) in Kanada ist das älteste römisch-katholische Bistum der Neuen Welt nördlich von Mexiko. Es wurde 1658 als Apostolisches Vikariat von Neufrankreich gegründet, 1674 zur Diözese und 1819 zur Erzdiözese erhoben.
Das Bistum verlor weite Teile seines Gebietes durch die Errichtung der Diözesen Halifax und Kingston 1817, Winnipeg 1844, Montréal 1852 und Chicoutimi 1878.
Der Erzbischof von Québec trägt seit 1956 den Titel „Primas von Kanada“. Kathedralkirche ist Notre-Dame de Québec in Québec.

## Bischöfe
- 1658–1688 François de Montmorency-Laval
- 1688–1727 Jean-Baptiste de la Croix Chevrière de Saint-Vallier
- 1727–1733 Louis-François Duplessis de Mornay
- 1733–1739 Pierre Hermann Dosquet
- 1739–1740 François Louis Pourroy de Lauberivière
- 1741–1760 Henri-Marie Dubreuil de Pontbriand
- 1766–1784 Jean-Olivier Briand
- 1784–1788 Louis-Philippe-François Mariauchau d’Esglis
- 1788–1797 Jean-François Hubert
- 1797–1806 Pierre Denaut

## Erzbischöfe
- 1806–1825 Joseph-Octave Plessis
- 1825–1833 Bernard-Claude Panet
- 1833–1850 Joseph Signay
- 1850–1867 Pierre-Flavien Turgeon
- 1855–1870 Charles-François Baillargeon
- 1871–1898 Elzéar-Alexandre Kardinal Taschereau
- 1898–1925 Louis-Nazaire Kardinal Bégin
- 1925–1926 Paul-Eugène Roy
- 1926–1931 Felix-Raymond-Marie Kardinal Rouleau
- 1931–1947 Jean-Marie-Rodrigue Kardinal Villeneuve
- 1947–1981 Maurice Kardinal Roy
- 1981–1990 Louis-Albert Kardinal Vachon
- 1990–2002 Maurice Couture RSV
- 2002–2010 Marc Kardinal Ouellet PSS
- seit 2011 Gérald Cyprien Kardinal Lacroix ISPX